# Criterio de información de Hannan-Quinn
En estadística, el criterio de información de Hannan-Quinn (HQC) es un criterio para la selección del modelo. Es una alternativa al Criterio de Información de Akaike (AIC) y el criterio de información bayesiano (BIC). Se administra en forma:
{\displaystyle \mathrm {HQC} =n\log \left({\mathrm {RSS}  \over n}\right)+2k\log \log n,\ }
donde k es el número de parámetros, n es el número de observaciones, y RSS es la suma residual de cuadrados que resulta de una regresión lineal u otro modelo estadístico.
Burnham y Anderson (2002) dicen que HQC ", mientras que cita a menudo, parece haber visto poco uso en la práctica" (p. 287). También señalan que el HQC, tanto como BIC, pero a diferencia de AIC, no es un estimador de una Divergencia de Kullback-Leibler. Claeskens y Hjort (2008) señalan que HQC, como BIC, pero a diferencia de AIC, no es asintóticamente eficiente (Capítulo 4), y señalan, además, que el método que se está utilizando para afinar el criterio será más importante en la práctica que el log n log plazo, ya que esta última cifra es pequeña incluso para muy grandes de n.